# Oğuzhan Özyakup
Oğuzhan Özyakup (Zaandam, 1992. szeptember 23. –) török származású holland  profi labdarúgó, jelenleg a Beşiktaş JK  játékosa. Az AZ akadémia csapatában, és az Arsenal csapatában is közép középpályást játszott, de volt hogy támadó középpályásként játszották. Első debütálása az Arsenal felnőtt keretében, szeptember 20-án történt meg, a Shrewsbury Town csapata ellen, az angol ligakupában.

## Pályafutása
Özyakup még iskolásként csatlakozott  a klubhoz, pontosan 2008. szeptember 1-jén. Sokszor kapott játéklehetőséget az Arsenal akadémia és tartalék csapatában, tehetsége miatt 2011-12-es szezonban, szerepet kapott az első csapatban, a padon. Első bemutatkozása a felnőtt csapatnál, szeptember 20-án a Shrewsbury Town csapat ellen történt, az angol ligakupában.

## Válogatott
Özyakup keret tagja volt annak a Holland U17-es válogatottnak, amelyik eljutott a 2009-es U17-es Európa-bajnokságba.
2012-től már a török U21-es csapatban szerepel.

## Statisztika
| Klub            | Szezon          | Liga | Liga  | Liga     | FA kupa | FA kupa | FA kupa  | Liga Cup | Liga Cup | Liga Cup | Európa | Európa | Európa   | Összesen | Összesen | Összesen  |
| Klub            | Szezon          | Mérk | Gólok | Gólpassz | Mérk    | Gólok   | Gólpassz | Mérk     | Gólok    | Gólpassz | Mérk   | Gólok  | Gólpassz | Mérk     | Gólok    | Gólpassz! |
| --------------- | --------------- | ---- | ----- | -------- | ------- | ------- | -------- | -------- | -------- | -------- | ------ | ------ | -------- | -------- | -------- | --------- |
| Arsenal         | 2011-12         | 0    | 0     | 0        | 0       | 0       | 0        | 1        | 0        | 1        | 0      | 0      | 0        | 1        | 0        | 1         |
| Karrierje során | Karrierje során | 0    | 0     | 0        | 0       | 0       | 0        | 1        | 0        | 1        | 0      | 0      | 0        | 1        | 0        | 1         |

(2011. szeptember 22.)

## Sikerek, díjak
Arsenal FC:
- Angol ifjúsági labdarúgó kupa : 2009
- Angol labdarúgó akadémia bajnokság : 2009, 2010